# 覚王寺 (柏市)
覚王寺（かくおうじ）は、千葉県柏市にある真言宗豊山派の寺院。

## 概略と沿革
1663年（寛文3年）、長源によって開山されたといわれている。ただ火災で過去の書類を失っているので、詳細は不明である。
本堂に安置されている大日如来坐像は平安時代後期の作といわれており、千葉県の有形文化財に指定されている。現在は秘仏で直接拝することはできない。

## 交通アクセス
- 東武バス香取台バス停留所で下車、徒歩7分。